# Мэджокунггар
Мэджокунггар (тиб. མལ་གྲོ་གུང་དཀར་རྫོང, Вайли: mal gro gung dkar rdzong; кит. упр. 墨竹工卡县, пиньинь Mòzhúgōngkǎ xiàn, палл. Мочжугунка сянь) — уезд городского округа Лхаса Тибетского автономного района КНР.

## История
Уезд был создан в 1960 году путём объединения двух тибетских дзонгов.

## Административное деление
Уезд делится на 1 посёлок и 7 волостей:
- Посёлок Кунггар (工卡镇)
- Волость Гьама (甲玛乡)
- Волость Танггьа (唐加乡)
- Волость Защтгенг (扎西岗乡)
- Волость Ньимэджангра (尼玛江热乡)
- Волость Дзашё (扎雪乡)
- Волость Рутог (日多乡)
- Волость Мамба (门巴乡)